# Řeřichy
Řeřichy es una localidad situada en el distrito de Rakovník, en la región de Bohemia Central, República Checa. Tiene una población estimada, a principios del año 2022, de 109 habitantes.
Está ubicada al noroeste de la región y de Praga, al sur del río Ohře, al norte del río Berounka y cerca de la frontera con las regiones de Pilsen y Ústí nad Labem